# Экспорт революции. Саакашвили, Ющенко…
«Экспорт революции. Саакашвили, Ющенко…» — книга российского политолога и публициста Сергея Кара-Мурзы и группы соавторов (С. Телегин, А. Александров, М. Мурашкин), изданная в 2005 году издательством «Алгоритм». Позднее переиздавалась под названием «Революции на экспорт» издательством «Эксмо».
Кара-Мурза рассматривает предпосылки возникновения «цветных революций», способы их финансирования и организации, их социальную базу. В книге используются более ранние статьи на эту тему Рифата Шайхутдинова, Михаила Ремизова, Егора Холмогорова, Алексея Чадаева. По мнению автора, этот тип революций эпохи постмодерна резко отличается от классических революций (национально-освободительных, буржуазных или пролетарских). Как полагает автор, «к концу 80-х годов в политической практике США и их союзников была выработана и опробована новая технология целенаправленной дестабилизации и смены власти в самых разных странах без прямого насилия (т. н. „бархатные“ революции) или с минимальным использованием насилия». В заключении рассматриваются перспективы «оранжевой революции» в России.

## Содержание

### «Монетизация» льгот как инструмент разжигания недовольства властью
22 августа 2004 года Президент РФ (В. В. Путин) подписал Федеральный закон № 122-ФЗ (Монетизация льгот), закон внес изменения в 152 федеральных закона и полностью или частично отменил 112 законов и нормативных актов. Большая часть из них не имела отношения к натуральным льготам:
- Отменен закон «О социальном развитии села», где установлена 25-процентная надбавка для сельской интеллигенции.
- Отменено постановление Верховного Совета, регулирующее уровень родительской платы в детских дошкольных учреждениях.
- Отменен закон о компенсационных выплатах на питание для малообеспеченных детей в школах, техникумах и ПТУ.
- Отменен закон о моратории на приватизацию образовательных учреждений.
- В законе «О социальной защите инвалидов» поддержка инвалидов по группам инвалидности заменена на неопределённое «по степеням утраты трудоспособности».
- Насенен существенный материальный ущерб работникам милиции.
- Ликвидирована норма, запрещающая сокращать бюджетные учебные места, сокращены налоговые льготы.
- Отменена бесплатная медицина, пока родители не получат медполис на ребенка, врач его принимать не будет, даже если у ребенка температура, по новым законам вызывать врача из поликлиники можно только при наличии полиса.

## Отзывы
Старший научный сотрудник Института философии РАН Вадим Цымбурский подробно рассматривает книгу Кара-Мурзы и его соавторов. Цымбурский, в частности, отмечает:

Я солидарен с вышеназванными авторами, трактующими квазиреволюции в Сербии, Грузии и на Украине как геополитическую обкатку нового типа международной легитимности, отвечающего имперской конструкции нынешнего «объединенного мира». Правда, должен оговорить, что считаю технологию этих революций специфическим инструментом геополитики лимитрофной, показавшим свою действенность на тех межцивилизационных площадках, где не только элиты, но и немалая часть населения подвержены исторической тяге к «усыновлению» в Большой Европе. Непохоже, чтобы подобная технология могла достичь успеха на цивилизационных платформах у тех обществ, где авторитет евроатлантических инстанций проблематичен и неустойчив (Иран, Китай, даже Россия).

На книгу ссылается философ В. А. Барсамов в своей статье «„Цветные революции“: теоретический и прикладной аспекты» (Социологические исследования, 2006, № 8).

## Аудиокнига «Технологии „перехвата“ власти» (2006)
В 2006 году «Студия МедиаКнига» выпустила аудиокнигу «Технологии „перехвата“ власти: современная практика» на основе работы «Экспорт революции» ( Часть 1,  Часть 2)